# Chips Rafferty
John William Pilbean Goffage MBE (26 de marzo de 1909 - 27 de mayo de 1971), conocido profesionalmente como Chips Rafferty, fue un actor australiano. Llamado "el símbolo viviente del típico australiano", La carrera de Rafferty se extendió desde finales de la década de 1930 hasta su muerte en 1971, y durante este tiempo actuó regularmente en importantes largometrajes australianos, así como en producciones británicas y estadounidenses, incluyendo Los Overlanders y The Sundowners. Apareció en comerciales en Gran Bretaña a fines de la década de 1950, alentando la emigración británica a Australia.

## Biografía y carrera
Nació como John William Pilbean Goffage en Broken Hill, Nueva Gales del Sur, hijo de John Goffage, un agente de bolsa de origen inglés, y Violet Maude Joyce, de origen australiano. Ganándose el apodo de "Chips" cuando era un niño de escuela, Rafferty estudió en la Escuela Comercial de Parramatta antes de trabajar en una variedad de trabajos, incluyendo minero de ópalo, esquilador de ovejas, arriero, oficial de la RAAF y perla. buzo.
Hizo su debut cinematográfico en la comedia Ants in His Pants en 1938, como extra, producida por Ken G. Hall. En ese momento, dirigía una bodega en Bond Street, Sydney. Rafferty cogió el gusanillo de la actuación y consiguió otro papel no facturado, como uno de varios bomberos ineptos en Hall's Dad Rudd, MP (1940).
Rafferty saltó a la fama internacional cuando fue elegido como uno de los tres protagonistas de Forty Thousand Horsemen (1940), una película dirigida por Charles Chauvel que se centró en la batalla de Beersheba en 1917. Rafferty había sido elegido después de una prueba de pantalla. Chauvel lo describió como "un cruce entre Slim Summerville y James Stewart, y tiene una variedad de humor divertido pero natural". Interpretó a un bosquimano alto lacónico, un tipo similar al que había sido transmitido en el escenario y la pantalla por Pat Hanna.
Cuarenta mil jinetes fue enormemente popular y se proyectó en todo el mundo, convirtiéndose en una de las películas australianas más vistas realizadas hasta ese momento. Aunque los protagonistas románticos de la película fueron Grant Taylor y Betty Bryant, la actuación de Rafferty recibió muchos elogios.
Durante la guerra, a Rafferty se le permitió hacer películas durante su permiso. Apareció en un cortometraje, South West Pacific (1943), dirigido por Hall. Se reunió con Chauvel y Grant Taylor en The Rats of Tobruk (1944), un intento de repetir el éxito de Forty Thousand Horsemen. Rafferty fue dado de baja el 13 de febrero de 1945, habiendo alcanzado el rango de oficial de vuelo.
El último papel cinematográfico de Rafferty fue en Wake in Fright de 1971, donde interpretó a un policía del interior. (La película se filmó principalmente en la ciudad natal de Rafferty y sus alrededores, Broken Hill).

## Muerte
El 27 de mayo de 1971, Rafferty se derrumbó y murió de un ataque al corazón a la edad de 62 años, mientras caminaba por una calle de Sydney poco después de completar su papel en Wake in Fright. Sus restos fueron incinerados. Sus cenizas fueron esparcidas en su hoyo de pesca favorito en Lovett Bay.

## Filmografía
- 1939 Go up smiling
- 1940 Dad Rudd, MP
- 1940 Forty thousand horsemen
- 1944 The Rats of Tobruk
- 1946 The Overlanders
- 1947 Bush Christmas
- 1947 The Loves of Joanna Godden
- 1949 Eureka Stockade
- 1950 Bitter Springs
- 1952 Kangaroo
- 1953 The Desert Rats
- 1953 The Stockman Ghost
- 1953 King of the Coral Sea
- 1956 Smiley
- 1956 Walk to Paradise
- 1958 Smiley gets a gun
- 1958 The Flaming Sword
- 1960 The Sunsets
- 1960 The craziest ship in the army
- 1962 Mutiny on board
- 1962 Alice in Wonderland
- 1964 The Stranger
- 1966 They're a Weird Mob
- 1967 Adventures of the Seaspray
- 1967 Double Trouble
- 1968 Kona Coast
- 1970 Skullduggery
- 1971 Dead men running
- 1971 Wake up in fear
- 1971 Spyforce